# Gare de Chamousset
Gare de Chamousset – przystanek kolejowy w Chamousset, w departamencie Sabaudia, w regionie Owernia-Rodan-Alpy, we Francji.
Jest przystankiem kolejowym Société nationale des chemins de fer français (SNCF), obsługiwanym przez pociągi TGV i TER Rhône-Alpes.

## Położenie
Znajduje się na wysokości 291 m n.p.m., na km 166,865, pomiędzy stacjami Saint-Pierre-d’Albigny i Aiguebelle.